# Henryk Zieliński (duchowny)
Henryk Zieliński (ur. 2 grudnia 1960 w Nowym Dworze Mazowieckim) – polski duchowny rzymskokatolicki, kanonik, prałat, redaktor naczelny tygodnika katolickiego „Idziemy”.

## Życiorys
Ukończył Wyższe Metropolitalne Seminarium Duchowne w Warszawie i święcenia kapłańskie przyjął z rąk kardynała Józefa Glempa 2 czerwca 1985 r. Uzyskał licencjat teologii w zakresie liturgiki (1991). W latach 2004 – 2005 odbył studia doktoranckie na Papieskim Wydziale Teologicznym w Warszawie w zakresie teologii pastoralnej (specjalność: teologia mediów).
Był wikariuszem parafii św. Antoniego z Padwy w Mińsku Mazowieckim (1985–1988), parafii Matki Bożej Częstochowskiej w Zielonce (1988–1992), oraz parafii Nawrócenia św. Pawła Apostoła na warszawskim Grochowie (1992–1993), gdzie od 1993 przebywa jako rezydent. Od 1992 do 1997 był diecezjalnym duszpasterzem akademickim diecezji warszawsko-praskiej.
W latach 1994–2005 pracował jako redaktor warszawskiej edycji tygodnika „Niedziela”. Od 3 października 2005 roku jest redaktorem naczelnym tygodnika „Idziemy”.

## Działalność społeczna
W latach 1999 – 2004 był wiceprezesem Katolickiego Stowarzyszenia Dziennikarzy. Od 2005 r. jest członkiem Rady Fundacji „Dzieło Nowego Tysiąclecia”.

## Odznaczenia i godności
- przywilej noszenia rokiety i mantoletu (2004)
- kanonik honorowy kapituły katedralnej warszawsko-praskiej (2005 – 2012)
- prałat kapituły konkatedralnej warszawsko-praskiej (od 25 marca 2012)[4]
- Krzyż Kawalerski Orderu Odrodzenia Polski (2017, za wybitne zasługi na rzecz budowania więzi społecznych i międzypokoleniowych w pracy dziennikarskiej i duszpasterskiej)[5]